# Spy vs. Spy

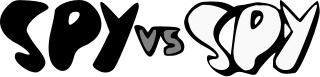
ﾛｺﾞ

Spy vs. Spy（スパイ・バーサス・スパイ）は、アメリカのコミック・ストリップ。ECコミックにより1961年1月に刊行されたMAD60巻が初出である。当初は白黒の漫画として出版された。漫画はアントニオ・プロヒアス による。
このSpy vs. Spyのキャラクターは、テレビアニメシリーズや、アクションフィギュア、トレーディングカード、テレビゲームなどの商品に採用されている。

## 制作背景
Prohíasはキューバの多作の漫画家で、政治に対する風刺で知られていたが、新進の独裁者であるフィデル・カストロに対する風刺が批判を招き、仕事の喪失、逮捕の可能性、処刑の恐怖に直面した彼は、カストロが報道の自由を奪う3日前であった1960年3月1日にアメリカに亡命した。Prohíasは彼の専門を生かせる仕事を探して同年7月12日にニューヨークにあるMADのオフィスを訪ね、彼の作品やSpy vs. Spyの原形を見せたところ功を奏し、彼は同社に雇われた。
プロヒアスはMADにのべ241の漫画を投稿し、最後の作品は269号（1987年3月）所載である。彼はこっそりとそれぞれの漫画の一コマ目にモールス符号を用いて"BY PROHIAS"と記している。1983年のマイアミ・ヘラルドのインタビューで彼は自身の経歴を振り返り、「最も甘い復讐の味は、フィデルの私に対するスパイ呼ばわりから逃れたことで、儲かるヤマに当たったことだ」と述べた。しかしながら、ProhíasはMADの経営者であるWilliam Gaines (en) により少なくとも一度検閲を受けている——最終的にMAD84号（1964年1月）に載った漫画は、スパイたちが飲酒や喫煙をしているという理由で変更させられたのである（Gainesは過激な嫌煙家だった）。
彼は病いのため引退し、1998年2月24日に77歳で亡くなった。漫画は継続し、Duck Edwing (en) のプロット、Bob Clarke (en)の作画によりその多くが制作されている。MAD356号では、Peter Kuper (en）がプロット・作画を引き継いでいる。
ピューリッツァー賞を受賞している漫画家アート・スピーゲルマンは、「作品が出版されることは若き漫画家にとってとても重要であり、私のキャリアを踏み出す後押しをしてくれたアントニオ・プロヒアスに何か礼がしたい」と述べた。

## キャラクター

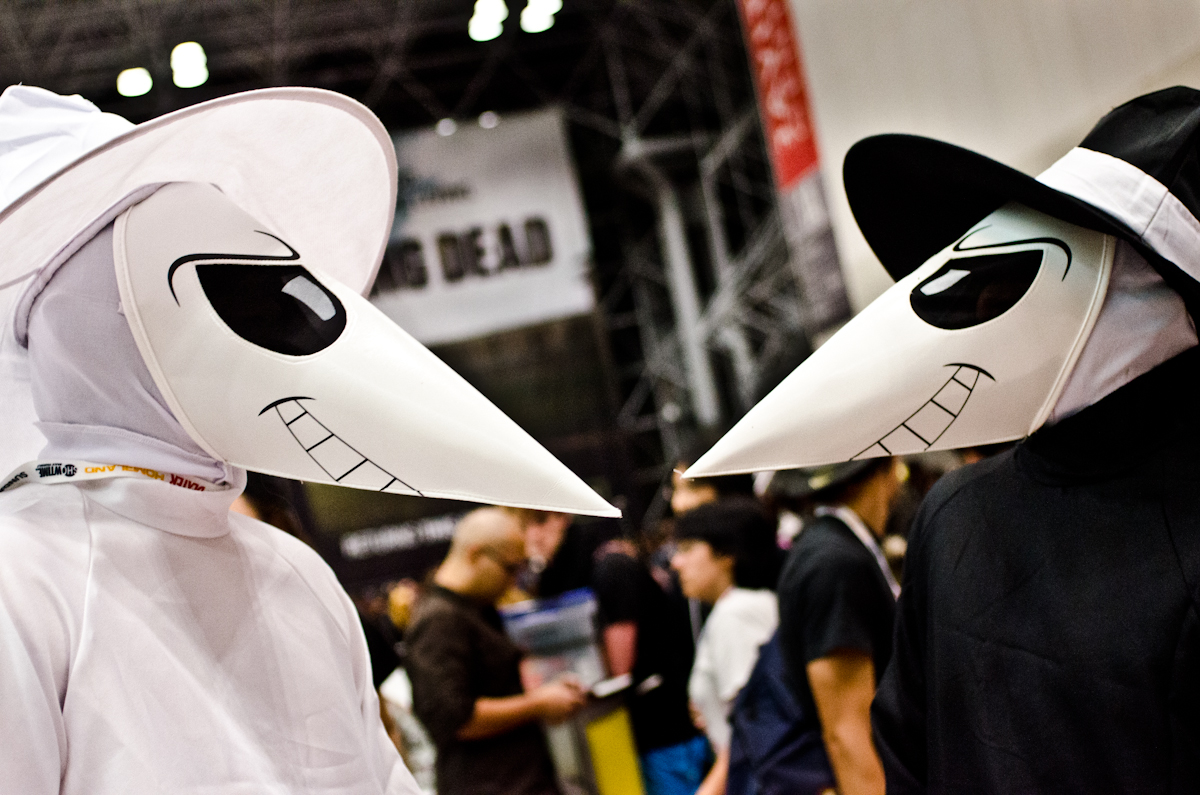
白と黒のスパイのコスプレイヤー

"The All New Mad Secret File on Spy vs. Spy"の表紙の見出しには、初期のキャラクターに対する見識と、カストロ政権およびCIA（カストロを常にその座から引き摺り下ろそうとしていた）に対するProhíasなりの見方が現れている。
| 「 | あなたは間もなく黒いスパイと白いスパイ——世界で最もおかしな (MADest) スパイ——に出会うことになる。彼らの滑稽な仕草はCIAに肩を並べる……謀略 (intrigue) が仕掛けられれば、彼らはさらにその裏をかく謀略 (outtrigue) を仕掛けるのだ。彼らは我々の知る限り、仲良くやることを知らない世界で二人だけのスパイである。でも彼らは楽しくやっている——主にお互いを出し抜くことにおいて。 | 」 |

この漫画には常に2人のスパイが登場するが、彼らは一人が白、もう一人が黒をまとっていることを除けば瓜二つである。二人は常にお互いを警戒し、相手に不都合を与えようと多彩なブービートラップを仕掛ける。スパイ達は新しい漫画の出るたび、双方が勝ったり負けたりを繰り返す。
MAD73号（1962年9月）では三人目のスパイ、グレースパイ（あるいは「灰色の女」）が登場したため、漫画もSpy vs. Spy vs. Spyと改められた。グレースパイは時折現れただけだが、黒と白のスパイが彼女にのぼせ上がっていることを利用していつも勝利していた。プロヒアスは「女スパイは中立を表していた。彼女は白スパイか黒スパイに判決を下し、また基本的な“Spy vs. Spy式”にバランスや変化を与えたのだ。」と述べている。グレースパイが雑誌の漫画に最後に現れたのはMAD99号（1965年12月）だった。

## 他のメディア
- Spy vs. SpyのキャラクターはマッドTV!で放送されたアニメで見られ、またMADのアニメ化作品 (en) でも見られる。
- 2004年にはマウンテンデューのCMに起用されている[2]。
- 2002年にサンデー・ストリップ（日曜版）シリーズ（計39）がトリビューン・メディア・サービス (en) から配信され、Duck EdwingとDave Manakがプロットと作画にそれぞれ復帰している。
- Spy vs. Spy Jrと銘打たれた4コマ漫画がMad Kids (en) に2005年から2009年まで連載された。これはスパイを子供として描写し、お互いに害のない悪ふざけに興じるというものである。
- Milton BradleyからSpy vs. Spyのボードゲームが出されている。
- 漫画に基づく3本のテレビゲームも出ている。
- ファミリー・ガイのエピソード、Spies Reminiscent of Us (en) では、一瞬白と黒のスパイが登場している。白スパイの声はSeth Macfarlane (en) が担当している。
- Robots and Pencils社より2012年7月下旬にiOS向けSpy vs Spyがリリースされた。

## ビブリオグラフィー
- The All New Mad Secret File on Spy vs. Spy, Signet 1965. Reprinted Warner Books, 1971, and Watson-Guptill in 2009.
- Spy vs. Spy Follow Up File, Signet 1968. Reprinted Warner Books, 1971, and Watson-Guptill in 2009.
- The Third Mad Dossier of Spy vs. Spy, Warner Books, 1972.
- The Fourth Mad Declassified Papers on Spy vs. Spy, Warner Books 1974. Reprinted by Watson-Guptill, 2009.
- The Fifth Mad Report on Spy vs. Spy, Warner Books, 1978.
- Mad's Big Book of Spy vs. Spy Capers and Other Surprises, Warner Books, 1982.
- The Sixth Mad Case Book on Spy vs. Spy, Warner Books, 1988.
- Prohías' Spy vs. Spy: The Updated Files, Warner Books, 1989.
- Spy vs. Spy: The Updated Files #8, Warner Books, 1993.
- Spy vs. Spy: The Complete Casebook, Watson-Guptill, 2001. Reprinted by DC Comics, 2011.
- Spy vs. Spy: The Joke and Dagger Files, Watson-Guptill, 2007.